# Acili Sever
Acili Sever (en llatí Acilius Severus) va ser un magistrat romà del segle iv. Probablement formava part de la gens Acília.
Va ser nomenat cònsol l'any 323 juntament amb Vetti Rufí, durant el regnat de Constantí I el Gran. Els Fasti els mencionen.